# خواكين مونيوث (لاعب كرة قدم)
خواكين مونيوث (بالإسبانية: Joaquín) هو لاعب كرة قدم إسباني، ولد في 10 مارس 1999 في مالقة في إسبانيا. لعب مع أتلتيكو مدريد.

## وصلات خارجية
- خواكين مونيوث على موقع قاعدة بيانات كرة القدم.إي يو (الإنجليزية)
- خواكين مونيوث على موقع Soccerway.com (الإنجليزية)